# Houston Open 1976 - Doppio
Il doppio del torneo di tennis Houston Open 1976, facente parte della categoria World Championship Tennis, ha avuto come vincitori Rod Laver e Ken Rosewall che hanno battuto in finale Charlie Pasarell e Allan Stone con il punteggio di 6–4, 6–2.

## Teste di serie
1. Bob Lutz /  Stan Smith (semifinali)

1. Eddie Dibbs /  Harold Solomon (primo turno)

## Tabellone

### Legenda
| - Q = Qualificato - WC = Wild card - LL = Lucky loser | - ALT = Alternate - SE = Special Exempt - PR = Protected Ranking | - w/o = Walkover - r = Ritirato - d = Squalificato |

|  | Quarti di finale             | Quarti di finale              | Quarti di finale              | Quarti di finale             | Quarti di finale |  |  | Semifinali                    | Semifinali                    | Semifinali                    | Semifinali             | Semifinali             |   |   | Finale                       | Finale                       | Finale                       | Finale | Finale |  |
|  |                              |                               |                               |                              |                  |  |  |                               |                               |                               |                        |                        |   |   |                              |                              |                              |        |        |  |
|  | 1                            | Bob Lutz Stan Smith           | 4                             | 6                            | 7                |  |  |                               |                               |                               |                        |                        |   |   |                              |                              |                              |        |        |  |
|  |                              | Jaime Fillol Tom Gorman       | 6                             | 3                            | 5                |  |  | Bob Lutz Stan Smith           | Bob Lutz Stan Smith           | 3                             | 6                      | 6                      |   |   |                              |                              |                              |        |        |  |
|  | Charlie Pasarell Allan Stone | Charlie Pasarell Allan Stone  | Charlie Pasarell Allan Stone  | Charlie Pasarell Allan Stone | w/o              |  |  | Charlie Pasarell Allan Stone  | Charlie Pasarell Allan Stone  | 6                             | 3                      | 7                      |   |   |                              |                              |                              |        |        |  |
|  | Jimmy Connors Ilie Năstase   | Jimmy Connors Ilie Năstase    | Jimmy Connors Ilie Năstase    | Jimmy Connors Ilie Năstase   |                  |  |  |                               |                               |                               |                        |                        |   |   | Charlie Pasarell Allan Stone | Charlie Pasarell Allan Stone | Charlie Pasarell Allan Stone | 4      | 2      |  |
|  | Rod Laver Ken Rosewall       | Rod Laver Ken Rosewall        | 6                             | 6                            | 6                |  |  |                               |                               | Rod Laver Ken Rosewall        | Rod Laver Ken Rosewall | Rod Laver Ken Rosewall | 6 | 6 |                              |                              |                              |        |        |  |
|  | John Alexander Phil Dent     | John Alexander Phil Dent      | 7                             | 4                            | 4                |  |  | Rod Laver Ken Rosewall        | Rod Laver Ken Rosewall        | Rod Laver Ken Rosewall        | 6                      | 6                      |   |   |                              |                              |                              |        |        |  |
|  |                              | Vitas Gerulaitis Cliff Richey | Vitas Gerulaitis Cliff Richey | 7                            | 7                |  |  | Vitas Gerulaitis Cliff Richey | Vitas Gerulaitis Cliff Richey | Vitas Gerulaitis Cliff Richey | 2                      | 3                      |   |   |                              |                              |                              |        |        |  |
|  | 2                            | Eddie Dibbs Harold Solomon    | Eddie Dibbs Harold Solomon    | 6                            | 5                |  |  |                               |                               |                               |                        |                        |   |   |                              |                              |                              |        |        |  |